# Вожик Юлій Григорович
Ю́лій Григо́рович Во́жик (9 грудня 1940, Великий Токмак, Запорізької область, УРСР) — український фахівець в галузі застосування стисненого повітря, доктор технічних наук.

## Біографія
Народився 9 грудня 1940 року в місті Великий Токмак Запорізької області в родині службовця. Трудову діяльність розпочав у 1962 році після закінчення Мелітопольського інституту механізації сільського господарства в Українському науково-дослідному інституті механізації та електрифікації сільського господарства.
3 1962 року по теперішній час обіймав посади молодшого, старшого, головного наукового співробітника та завідувача відділу адресних технологій і технічних засобів для агрохімічного обслуговування ІМА АПВ НААН.
Дисертацію на здобуття наукового ступеня кандидата технічних наук на тему: «Дослідження процесу роботи та обґрунтування параметрів пневматичних робочих органів для розсівання мінеральних добрив» Вожик Ю. Г. захистив у 1973 році, а докторську дисертацію на тему: «Науково-технічні основи внесення твердих мінеральних добрив із використанням енергії стисненого повітря» у 2014 році.
Він є висококваліфікованим фахівцем в галузі механізації застосування добрив, автором майже 150 наукових публікацій, серед яких 6 монографій та 25 патентів на винаходи, є співавтором 7 технічних засобів для внесення мінеральних добрив, які випускалися серійно або рекомендованих до серійного виробництва.
Активно займається спортом, був триразовим чемпіоном Київської області з волейболу.
Одружений, виховує двох доньок.